# Boni & Liveright
Boni & Liveright (B&L, The Modern Library) est une maison d'édition nord-américaine créée en 1917 à New York par Albert Boni et Horace Liveright et disparue en 1933. Son catalogue est resté célèbre et caractéristique d'une époque, il reflète un esprit d'ouverture aux nouveaux courants littéraires et se heurta au puritanisme.
Historiquement, elle est à l'origine du premier fonds éditorial de Random House.

## Parcours

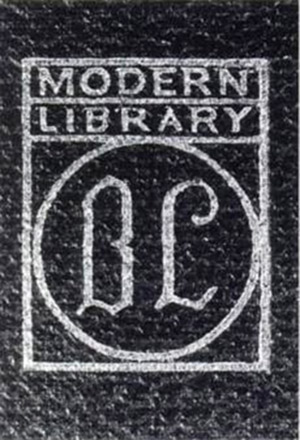
Première marque d'éditeur utilisée dès 1917.

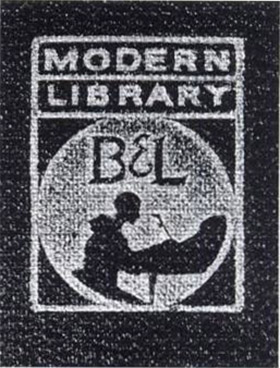
Deuxième marque utilisée dès 1920.

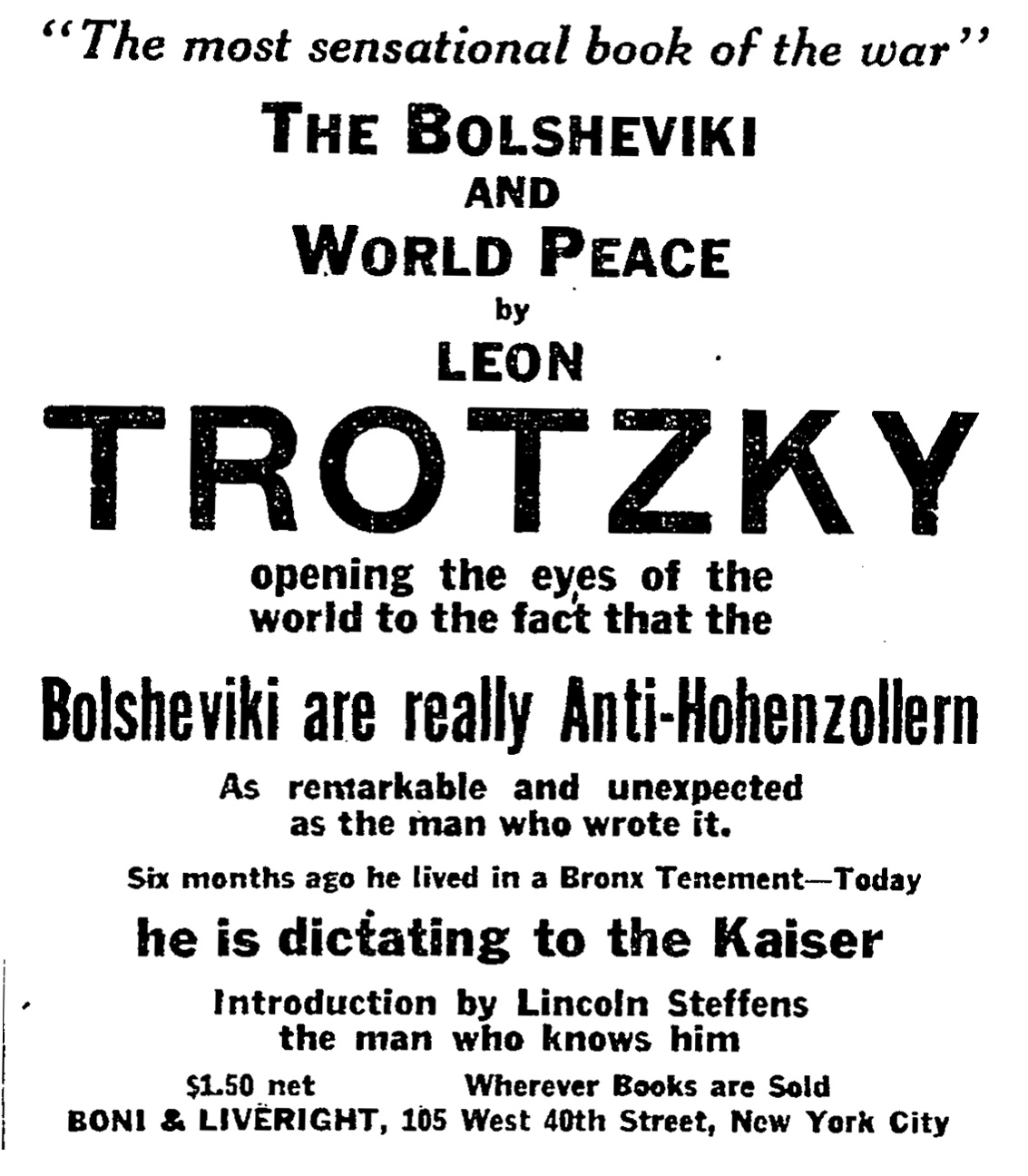
Publicité (1918) pour un essai de Léon Trotski.

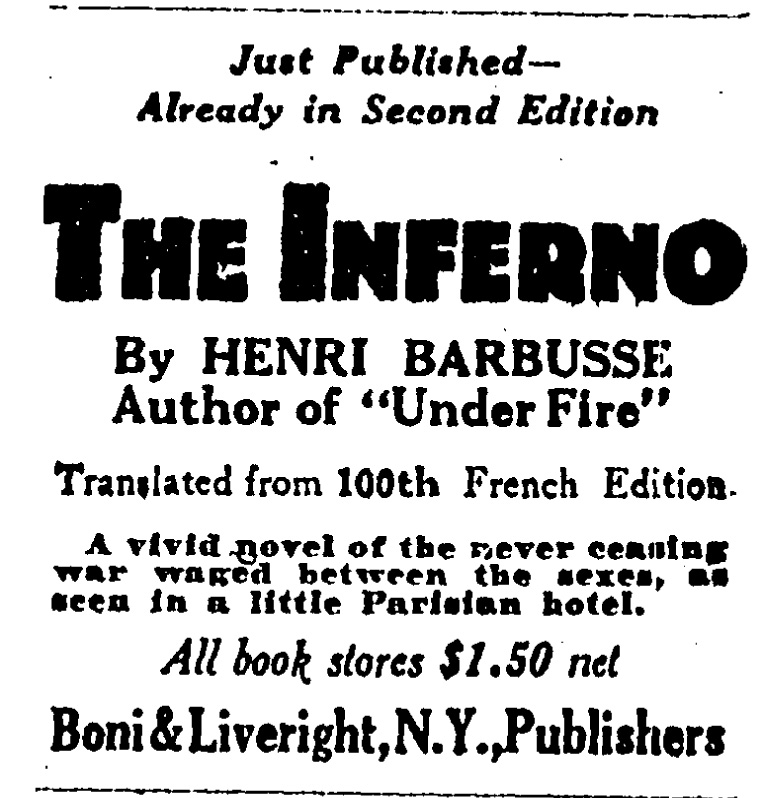
Publicité (1918) pour L'Enfer de Barbusse.

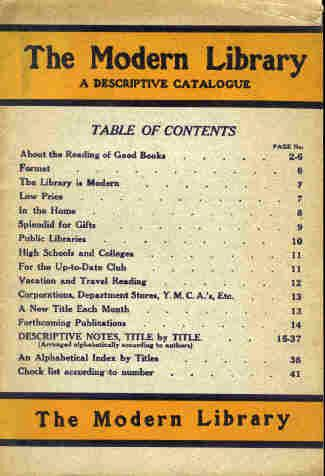
Extrait du catalogue (1922).

Au cours de ses seize années d'existence, Boni & Liveright changea plusieurs fois de nom : The Modern Library B&L dès 1917, Horace Liveright, Inc. en 1928, puis Liveright, Inc. en 1931. Elle publia plus de 1 000 titres.
Avant sa faillite en 1933 (lors de la grande crise économique, cette année marquant surtout pour l'entreprise la mort d'Horace Liveright) la maison Boni & Liveright devint célèbre pour son flair éditorial, son agressivité économique, son utilisation sans scrupules de la publicité et ses nombreux défis aux conventions morales de l'époque ainsi qu'aux lois et réglementations américaines relative à la morale publique.
Précurseur, cet éditeur a été le premier à publier aux États-Unis des auteurs comme : William Faulkner, Ernest Hemingway, Sigmund Freud, E.E. Cummings, Jean Toomer, Hart Crane, Lewis Mumford, Anita Loos, S. J. Perelman. L'un des éditeurs attitrés de Theodore Dreiser et de Sherwood Anderson pendant les années 1920, cette maison publia également The Waste Land (La Terre vaine, 1922) de T.S. Eliot, un poème de 433 vers complété pour la circonstance par l'auteur de nombreuses notes, My Life d'Isadora Duncan, Miss Lonelyhearts (1933) de Nathanael West, Ryder (1928) de Djuna Barnes, Personae d'Ezra Pound, Ten Days That Shook the World (Dix jours qui ébranlèrent le monde, 1919) du journaliste communiste militant John Reed, The Book of the Damned de Charles Fort, Marriage and Morals de Bertrand Russell, ainsi que les pièces d'Eugene O'Neill.
Dès 1917, elle lance la collection The Modern Library, qui s’était spécialisée dans la réédition d'auteurs contemporains à succès en format de poche, collection qui survécut à la faillite de 1933 et fut à l'origine de Random House en 1927. Le succès de cette collection, dont l'attrait tenait, selon Jay Satterfield, tant à la modicité de son prix qu'à l'intérêt de son catalogue, constitue, selon cet auteur, un évènement charnière non seulement dans l'histoire de l'édition américaine, mais aussi dans celle de la culture américaine.
En 1918, Boni & Liveright lança une autre collection, The Penguin Series, visant, selon l'éditeur, à regrouper « des livres nouveaux, de valeur littéraire certaine et jamais publiés précédemment aux États-Unis », de petit format mais de prix plus élevé, la première parution de la série étant Gabrielle de Bergerac d'Henry James.
Dans sa biographie d'Horace Liveright intitulée Firebrand, l'écrivain Tom Dardis remarque que : « B&L était la maison d'édition la plus magnifique et pourtant la plus mal gérée que ce siècle ait connu ».

## Les débuts de B&L et de la Modern Library

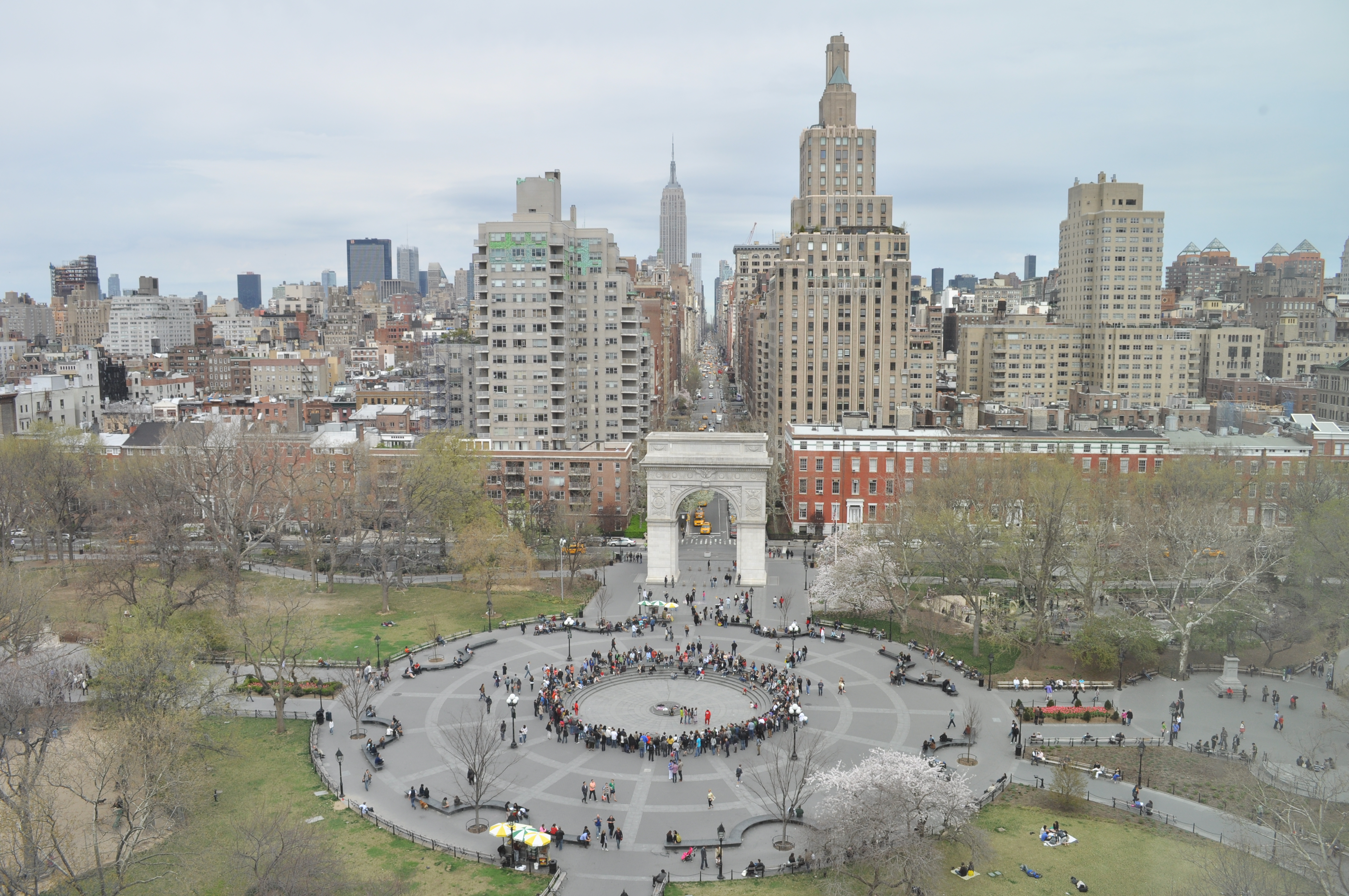
Tout proche de Greenwich Village, Washington Square Park est à cette époque un lieu de réunion pour l'intelligentsia new-yorkaise.

En 1917, Horace Liveright, un jeune Juif américain qui possédait l'expérience de la vente et avait épousé Lucile Elsas, fille de l'un des fondateurs de l'International Paper Company, et Albert Boni, un libraire de Greenwich Village qui avait publié des rééditions en format poche et très bon marché d'auteurs classiques,, décident de s'associer pour fonder The Modern Library of the World's Best Books (La Librairie Moderne des Meilleurs Livres du Monde). Les douze premiers ouvrages sont publiés en mai 1917. Albert Boni quitte la société en juillet 1918, pour cause de désaccord avec Horace Liveright, qui était plus intéressé par la publication d'auteurs américains contemporains que par des rééditions.
Le catalogue réunissait des titres connus et d'autres impossibles à trouver en Amérique. Vendus 60 cents pièce, ces petits volumes recouverts d'une couverture imitant le parchemin « reflétaient l'influence d'avant-garde des amis cultivés que Albert Boni avait à Washington Square Park ».
Le succès fut immédiat, et B&L vit accroître son catalogue, qui compta bientôt trente-six nouveaux titres avant la fin de l'année 1917. Ce catalogue de valeurs sûres, la pierre angulaire de B&L, l'autorisa à prendre des risques en publiant des livres moins connus ou à la réputation plus sulfureuse. La clientèle de B&L, ainsi que celle d'autres jeunes éditeurs de l'époque comme Alfred A. Knopf, résidait surtout sur la Côte Est et en Californie.
En même temps que B&L, Liveright et Boni avaient créé une collection appelée The Modern Library qui publiait des œuvres d'auteurs européens modernes sous forme de livres bon marché – alors que B&L publiait surtout des livres d'écrivains américains contemporains.
Concept relativement nouveau à l'époque, le format poche développé par B&L eut un franc succès, et The Modern Library s'avéra rentable, cependant que B&L elle-même se réservait plutôt la publication d'ouvrages qui présentaient un risque financier. Quand, erreur tactique majeure, B&L se sépara de The Modern Library, qui fut revendue en 1925 à Bennett Cerf, un collaborateur de Liveright, la perte de revenus réguliers qui s'ensuivit eut, au début des années 1930, alors que la grande crise économique s'installait, un effet désastreux sur les finances de la société.

## Horace Liveright et le modernisme

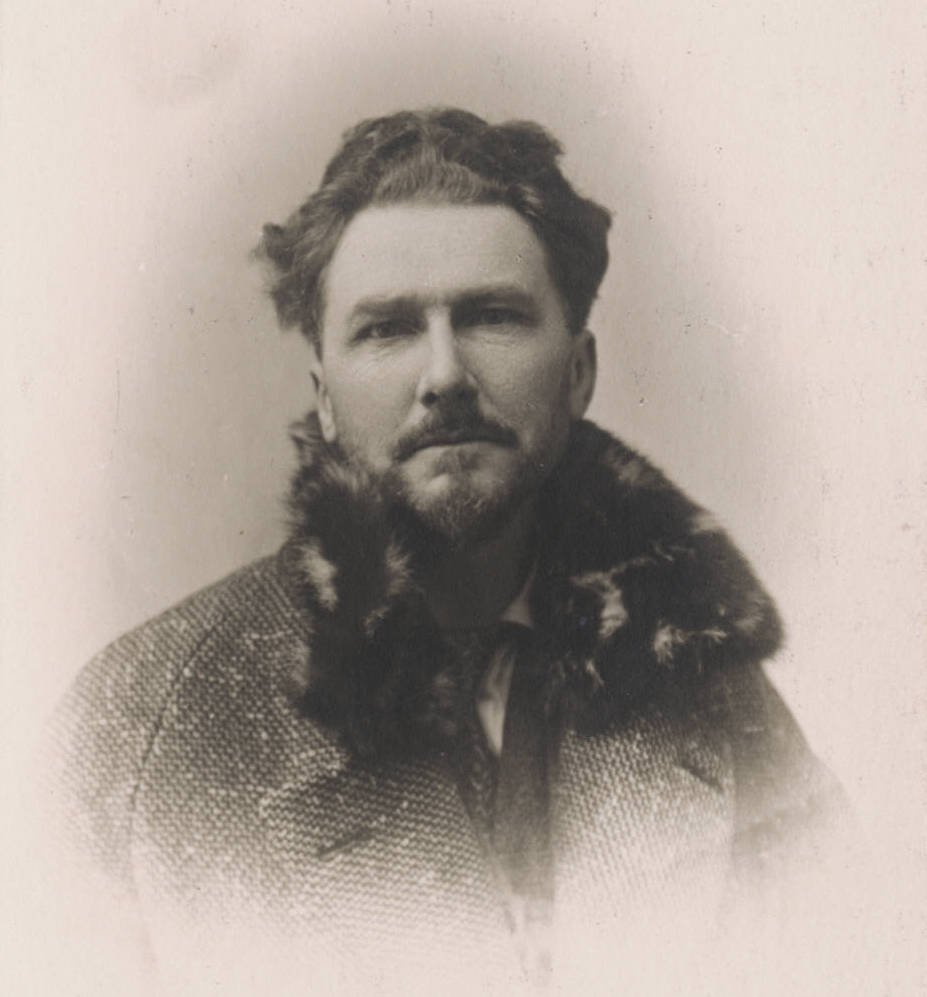
Photo d'Ezra Pound sur son passeport américain de 1920.

L'origine de cette entreprise remonte aux années 1910, quand Albert Boni (en) (1892-1981) et son frère Charles (1894-1969) ouvrent la librairie Washington Square Bookshop qui devient rapidement le rendez-vous d'artistes, écrivains, poètes du Greenwich Village. Les frères Boni lancent dans la foulée la « Little Leather Library » qui édite des classiques en format de poche avec une couverture imitation cuir. Entre 1913 et 1914, il publie la revue littéraire The Glebe codirigée par Man Ray, et lancent des poètes imagistes. Le Washington Square Bookshop, installé MacDougall Street, est revendu en 1915 à Frank Shay. Le 16 février 1917, Albert Boni et Horace Liveright, aidé par l'argent du beau-père de ce dernier, lancent les éditions Boni & Livelight.
Un an et demi seulement après avoir cofondé B&L, Albert Boni s'éloigne de la firme (il y garde des parts), non sans avoir créé entretemps la collection « Modern Library of the World's Best Classics » avec Thomas Seltzer. Resté seul aux commandes, Liveright poursuit la politique éditoriale progressiste inaugurée par Boni et publie des textes d'avant-garde.
En 1917, Alfred Knopf, un concurrent de B&L dans ce même courant d'idées, le modernisme, avait publié une œuvre d'Ezra Pound, Lustra, composition semi-érotique qui était passée inaperçue lors de sa première publication à Londres en 1916 (et pour cause, l'édition était semi-clandestine, sous tirage privé). En 1918, B&L offre à Pound de publier son Instigations, puis son recueil de poésie Poems: 1918-1921 (l'éditeur inclut la date dans le titre, jugeant le procédé attractif). Puis B&L engage Pound comme traducteur et l'envoie comme scout (à savoir, « dénicheur de talents et d’œuvres nouvelles ») en Europe.
Pound incita ses amis (dont T.S. Eliot et James Joyce) à confier leurs nouveaux écrits à Horace Liveright, qui selon les propres mots de Pound est « la perle des éditeurs ». B&L publie le poème The Waste Land (La Terre vaine) d'Eliott en 1922, mais jette l'éponge en ce qui concerne Ulysse de James Joyce : le scandale accompagnant l’œuvre, qui vient juste d'être interdite pour « obscénité », est trop grand. En 1925, B&L publie Personae d'Ezra Pound.
Malgré le risque commercial que cela entraînait pour elle, B&L publia de jeunes talents inconnus, qui plus tard furent considérés comme des maîtres : E. E. Cummings, Hart Crane, Jean Toomer, Hemingway. Quant aux deux nouvelles de Faulkner (Soldier's Pay et Mosquitoes), bien qu'elles soient considérées par les exégètes comme des œuvres mineures, elles utilisaient déjà, à l'instar de Joyce, la technique du « stream of conscousness ».
Cependant, parallèlement à ces œuvres novatrices, B&L commercialisait aussi des valeurs sûres. Ainsi les pièces d'Eugene O'Neill, surtout après qu'il eut remporté le prix Pulitzer en 1920 pour Beyond the Horizon : l'édition de Strange Interlude se vendit à plus de 100 000 exemplaires pendant près de dix ans. B&L publia treize des pièces d'O'Neill, mais perdit les droits sur ces œuvres lors de sa banqueroute en 1933.

## Combats contre les ligues de vertu

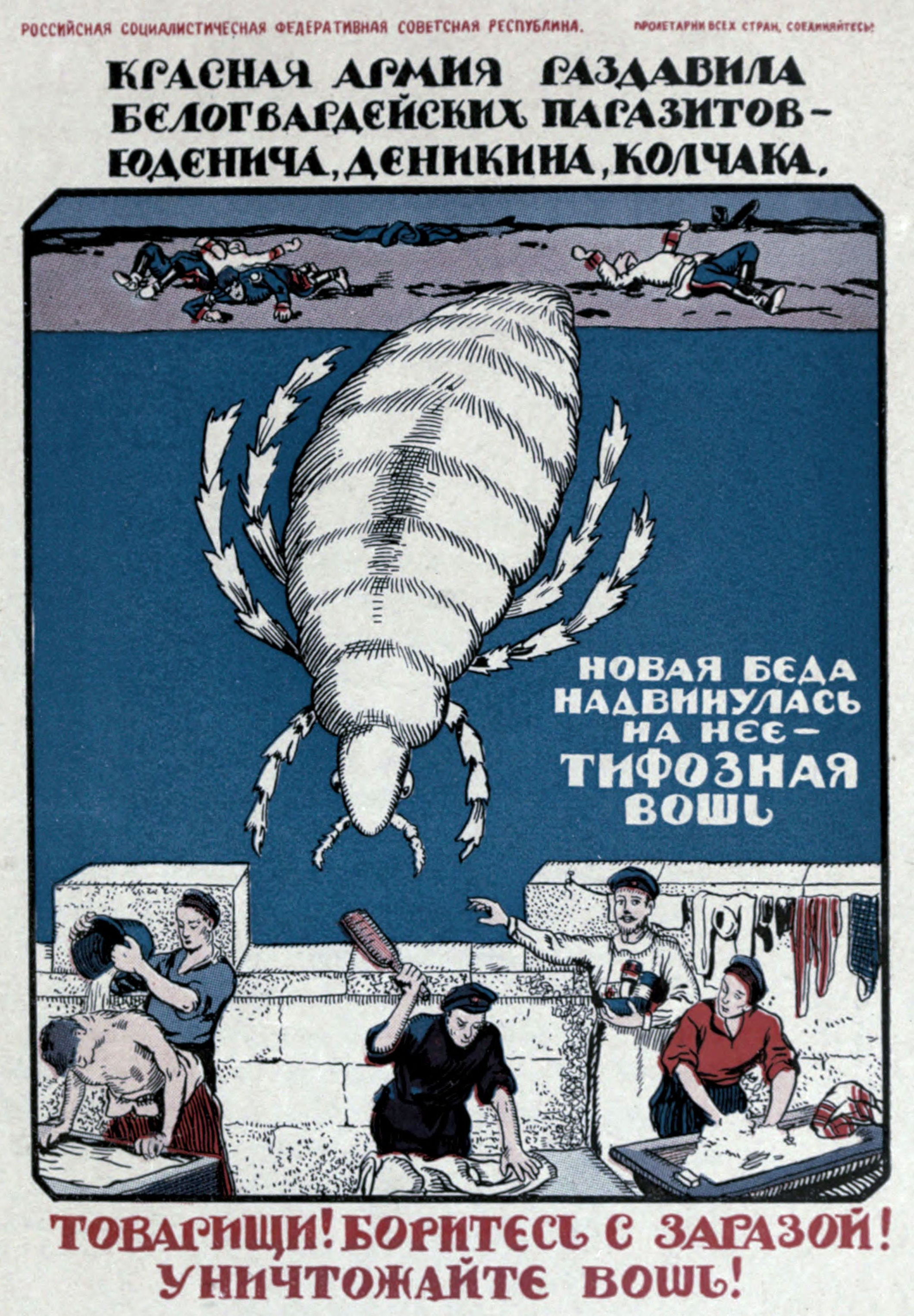
Affiche politico-sanitaire soviétique figurant dans le livre de Albert Rhys Williams Through the Russian Revolution publié par B&L en 1921.

Les œuvres d’avant-garde que publiait B&L attiraient souvent les foudres des ligues de vertu, en particulier celles de la New York Society for the Suppression of Vice (NYSFSV), dirigée par John Sumner, le successeur du grand défenseur de la morale victorienne Anthony Comstock. Pendant les années 1920, soit 40 ans avant les grands combats de Barney Rosset, B&L eut souvent à comparaître dans le cadre de procès pour "outrage aux bonnes mœurs" (obscenity). Mais les procès et le scandale créaient une publicité autour de ces œuvres, et finalement augmentaient leur tirage : B&L les diffusait sous forme d’éditions limitées disponibles uniquement par souscription, comme pour les romans de George Moore et de Waldo Frank.
La NYSFSV, et sa consœur de Boston, la Watch and Ward Society (en), veillaient à empêcher la diffusion de cette forme de littérature jugée "osée". C’est sur la définition même du mot "osé" que bataillèrent Liveright et Sumner. Dans le cas de la publication du Satyricon de Pétrone, la procédure traîna pendant des mois, et Liveright plaida avec passion en faveur de la liberté d’expression : les jurés de la cour délivrèrent un non-lieu en octobre 1922. Cependant Sumner, ne s’estimant pas battu, réussit à convaincre quelques représentants du Congrès et ceux-ci firent une proposition de loi "pour des livres propres" à l’assemblée d’Albany, capitale de l’État de New-York. Selon ce texte de loi mise au vote en 1923, « tout passage jugé obscène, explicite ou même indécent [suivait une longue liste d'exemples] dans une œuvre entraînerait sa mise au pilon. » Liveright fut presque le seul des éditeurs new-yorkais à oser s’élever contre ce projet de loi : il écrivit des éditoriaux enflammés en faveur de la liberté d’expression et réussit à mobiliser ses confrères, ainsi que des journalistes et des juristes.
Liveright trouva un appui décisif en la personne de Jimmy Walker, futur maire de New-York, qui était alors chef de la minorité démocrate et délégué au Sénat. Jimmy Walker introduisit Liveright dans le milieu politique et l’initia aux techniques du lobbying. Finalement, le 3 mai 1923, la proposition de "Loi pour des livres propres" fut rejetée : Walker avait en particulier prononcé un discours particulièrement éloquent, au cours duquel il assura plaisamment qu′« aucune femme n’a jamais été pervertie par un livre ».
Après cette victoire éclatante de B&L, les ligues de vertu se contentèrent jusqu’à la fin des années 1920 à des combats d’escarmouches, notamment lors de la publication des romans Replenishing Jessica de Maxwell Bodenheim (en) et Une tragédie américaine de Theodore Dreiser. Liveright s'appuyait d’ailleurs sur les célèbres avocats Arthur Garfield Hays (en) et Clarence Darrow. Ce ne fut qu’en 1930, alors que la banqueroute le menaçait, que Liveright jeta l'éponge et finit par détruire les plaques de Josephine, the Great Lover, une œuvrette prétendument obscène.

## Collaborateurs notables

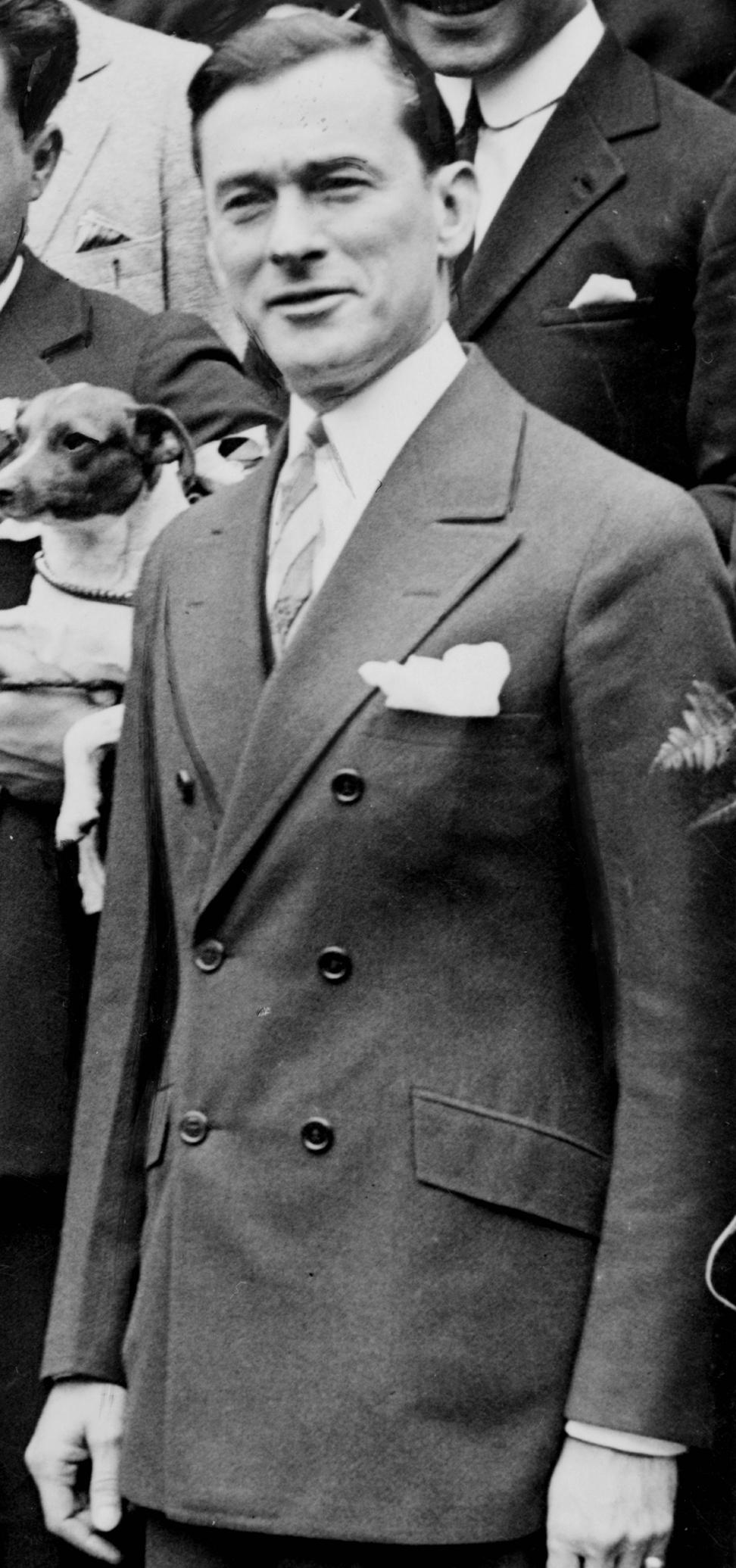
Jimmy Walker, le controversé 97e maire de New York (1926-1932), aida B&L dans son combat contre les ligues de vertu.

Au rang des personnalités que compta cette maison, d'abord T. R. "Tommy" Smith qui fut nommé editor-in-chief en 1919. Brillant, bien introduit en société, auteur dès 1921 d’une anthologie de poèmes intitulée Poetica Erotica, il était « une autorité dans les domaines de l’érotisme et de la pornographie, qu’il savait heureusement différencier ; il semblait avoir le don de détecter aussi bien les chefs-d’œuvre que les futurs best-sellers ». T. R. Smith resta l'un des piliers de B&L jusqu’à la banqueroute de 1933.
En 1919, Liveright engagea aussi Edward Bernays, neveu de Sigmund Freud et pionnier des techniques de communication modernes, comme consultant en publicité. Dans ses mémoires, Bernays révèle avoir reçu de Liveright une liste de cinq titres à promouvoir : « Ils traitaient du sexe, de la prohibition, de la psychanalyse, du progressisme en politique, et de la place de la femme dans la société ». Edward Bernays publia seulement deux de ces ouvrages de référence, et fit entrer Freud au catalogue.
Richard Simon, cofondateur en 1924 de la maison d’édition Simon & Schuster, travailla chez B&L au début des années 1920. Bennett Cerf fut vice-président de 1923 à 1925 avant de racheter en 1925 la Modern Library et de s’associer à Donald Klopfer, pour fonder la maison d’édition Random House. Donald Friede fut vice-président de B&L, et plus tard un des deux cofondateurs de la maison d'édition Covici-Friede.
L’auteure de gauche Lillian Hellman et le critique Louis Kronenberger (en) furent également lecteurs chez B&L.

## Impact socio-culturel de B&L
À la différence de la plupart de ses confrères, B&L, comme d’ailleurs deux autres maisons d’édition fondées et dirigées elles aussi par des juifs américains au début des années 1920, à savoir Alfred A. Knopf et B.W. Huebsch (en), prenait des risques considérables à la fois sur le plan commercial et sur le plan juridique et moral.
Edward Bernays rappelle dans ses mémoires que les autres maisons d’édition étaient dirigées « comme des banques conservatrices », et Bennet Cerf écrivit même qu′« il n’y avait encore jamais eu un seul Juif dans l’édition américaine, qui était une corporation fermée à cette vague montante de jeunes qu’on voit décrits dans Our Crowd. Et soudain sont apparus sur le devant de la scène quelques jeune Juifs brillants, qui ont fait voler en éclats les vieilles valeurs de l’édition – et le plus voyant d’entre eux était certainement Liveright »
Selon Tom Dardis, le nouveau mode de commercialisation utilisé par la maison B&L, les défis qu’elle a lancé aux conventions, à la censure et aux lois bien-pensantes, sa ligne d’action (la publication d’œuvres littéraires novatrices, non conventionnelles, à fort contenu social ou politique) ont contribué à transformer « l’édition américaine, endormie et satisfaite, en un forum excitant et vibrant, où la littérature américaine moderne pouvait s’épanouir ».

## Les dernières années
Le déclin des éditions B&L est parallèle à la trajectoire de Horace Liveright, et tous deux sont marqués par la crise économique de 1929.
Liveright est d'abord l'un des rois des nuits new-yorkaises des années folles ; toujours accompagné d'une nombreuse suite de parasites, il fréquente assidûment les speak-easies, ces débits clandestins de boissons alcoolisées et autres tripots qui fleurirent durant la prohibition, et donne de nombreuses réceptions fastueuses.
Puis il se lance dans le théâtre. Ayant besoin de fonds, il vend en 1925 sa filiale Modern Library à son vice-président Bennett Cerf, opération qu'il regrettera par la suite. Après avoir produit à Broadway plusieurs pièces qui furent des fours, Liveright lance en 1927 Dracula, avec Béla Lugosi et Edward Van Sloan, qui joueront aussi dans le film de Tod Browning en 1931. La pièce Dracula est un grand succès, mais les bénéfices s’évaporent.
Alcoolisme et vie dissolue marquent Liveright : bientôt, son épouse obtient le divorce en 1928 pour "adultère avec une actrice". Liveright se remarie en 1931 avec l’actrice Elise Bartlett et qui demanda le divorce 4 mois plus tard. En 1928, il perdit le contrôle de sa maison d’édition, et en est entièrement dépossédé en 1930. On le voit alors à Hollywood, où il semble « ne rien faire d’autre que se plonger chaque nuit dans un coma éthylique ».
Horace Liveright meurt dès suites d'une pneumonie le 24 septembre 1933, à l’âge de 49 ans. Six personnes seulement se rendent à son enterrement.
« En juillet 1928, en Amérique, 6 best-sellers sur 10 étaient publiés chez Boni & Liveright. Cinq ans plus tard, Horace Liveright mourait sans le sou ». (The New York Times, 16 juillet 1995)
En 1935, Ben Hecht et Charles Mc Arthur dirigent un film, The Scoundrel (Une Crapule), dans lequel Noel Coward fait ses débuts au cinéma : le film est inspiré de la vie de Liveright et de son ami Tommy Smith.

## Continuité et pérennité de la marque
L'un des partenaires, Arthur Pell, le directeur financier historique de la société, parvient après la faillite prononcée en mai 1933, à sauver certains actifs et à relancer une société d'édition baptisée Liveright Publishing Corporation. Elle demeure totalement indépendante, rééditant de nombreux titres du fonds B&L, jusqu'en 1969 : à cette date, la société est rachetée par un fonds d'investissement propriétaire entre autres de The New Republic. En 1974, W. W. Norton & Company acquiert Liveright Publishing et en fait une marque de son catalogue.

## Sources
- (en) Cet article est partiellement ou en totalité issu des articles de Wikipédia en anglais intitulés Boni & Liveright, Horace Liveright et Modern Library.
- (en) "Huckster and Publisher", Terry Teachout, The New York Times du 16 juillet 1995.
- (en) « Horace Liveright » dans Biography of Famous Alcoholic and Producer Horace Liveright.